# 荒木千陽
荒木 千陽（あらき ちはる、1982年〈昭和57年〉3月1日 - ）は、日本の政治家、行政書士。都民ファーストの会所属の東京都議会議員（4期）。同顧問兼総務会長（初代・第4代）。
都民ファーストの会代表（第4代）、同特別顧問、ファーストの会代表（初代）を歴任。

## 来歴
熊本県熊本市生まれ。熊本県立第一高等学校、久留米大学法学部を経て、久留米大学法務研究科（法科大学院）を修了した。
2011年8月に、議員会館の小池百合子事務所を事前予約せずに飛び込みで訪問し、私設秘書として雇われる。2012年から公設第二秘書に、2016年1月1日より公設第一秘書となる。小池の元では計6年間勤め、うち1年半は小池の自宅で同居していた。
2017年7月の第19回東京都議会議員選挙で、定数3人の中野区選挙区に都民ファーストの会公認で立候補し、得票数1位で初当選した。7月11日に都民ファーストの会総務会長に就任、9月11日に野田数代表の辞任に伴い代表に就任した。
2019年6月、党代表選に無投票で再選。
2020年の東京都知事選挙では再選に向け立候補した小池陣営の選対本部長に就いた。
2021年7月の第20回東京都議会議員選挙で再選。
2022年3月1日、都庁で記者会見し、同年夏の第26回参議院議員通常選挙に東京都選挙区（改選数6）から立候補すると正式に表明した。国政進出に向けて設立した政治団体「ファーストの会」の公認候補として立候補を表明した。6月22日、参議院議員選挙への立候補に伴い東京都議会議員を自動失職した。支持層が重なる日本維新の会新人の海老澤由紀と票を食い合い、7月10日の投開票の結果、海老澤は得票数7位（530,361票）で、荒木は得票数10位（284,629票）で落選した。
2022年10月、Twitterで同月中に都民ファーストの会代表を辞任する考えを明らかにした事が伝えられた。同月15日に開かれた党連絡会で辞任が承認された。11月7日、小池と共に都民ファーストの会の特別顧問に就任した。
2024年7月7日執行の東京都議会議員補欠選挙（中野区選挙区）に都民ファーストの会公認で立候補し、当選し都議に復帰した。荒木の任期は自身の残余任期の2025年7月までとなる。2024年11月、特別顧問を退任し、顧問兼総務会長に就任。
2025年6月の第21回東京都議会議員選挙ではトップで4選。

## 政策・主張

### 憲法
- 憲法改正に賛成[22]。
- 憲法9条を改正し、自衛隊を明記することに反対[22]。
- 大規模な災害やテロなどの緊急事態が発生したときに、政府の権限を一時的に強めたり、国会議員の任期を延長したりする「緊急事態条項」を、憲法を改正して設けることに賛成[22]。

### 外交・安保
- ウクライナ侵攻を受け、政府のロシアに対する制裁措置についてさらに強めるべきとしている[22]。
- 防衛費を今後ある程度増やすべきとしている[22]。
  - 敵のミサイル発射基地などを破壊する、いわゆる敵基地攻撃能力を持つことにどちらかといえば賛成[22]。
- 非核三原則について維持すべきとしている[22]。

### 経済・財政
- 「財政健全化」より「経済対策」を重視すべきとしている[22]。
  - 物価高騰や新型コロナ対策として、消費税率の一時的な引き下げは必要としている[22]。
  - 大企業や所得が多い人への課税を強化し、国の財源に充てることにどちらかといえば反対[22]。
- 各種社会保障制度について、どちらかといえば給付水準を保つために、負担が増加するのはやむをえないとしている[22]。
- 日本銀行が続けている大規模な金融緩和策について維持すべきとしている[22]。
- 原子力発電への依存度を今後下げるべきとしている[22]。
  - 再生可能エネルギーを今後主力電源とするべきとしている[22]。

### その他
- 選択的夫婦別姓の制度の導入に賛成[22]。
- 同性婚を法律で認めることにどちらかといえば賛成[22]。

## 親族
- 私生活では2022年に結婚し、2023年6月には第1子を出産したことを公表した[23]。
- 父の荒木章博は元熊本県議会議員で、2017年10月22日の第48回衆議院議員総選挙に東京7区から希望の党公認で立候補した[24]が、候補者4人中3番目の得票数で落選した[25]。
- 父方の高祖父に神風連の乱に参加した荒木敬次がいる[2]。